# Alfred Heurteaux
Alfred Marie Joseph Heurteaux (20. května 1893, Nantes – 30. prosince 1985, Chantilly) byl 12. nejúspěšnějším francouzským stíhacím pilotem první světové války s celkem 21 uznanými a 13 pravděpodobnými sestřely.
Svých sestřelů dosahoval v řadách escadrille N.3, později přeznačené na SPA.3.
Je vysoce pravděpodobné, že jednou z jeho obětí se 25. září 1916 stalo německé eso Kurt Wintgens.
Během války získal mimo jiné tato vyznamenání: Légion d'honneur a Croix de Guerre.
Během druhé světové války byl Heurtaux členem francouzského odboje. V roce 1941 byl Němci zatčen a poslán do koncentračního tábora Buchenwald. Pobyt zde přežil a v květnu 1945 se dočkal osvobození tábora.